# Augustine Soubeiran
Pour les articles homonymes, voir Augustine et Soubeiran.
Augustine Soubeiran, née le 30 octobre 1858 à Saint-Jean-du-Gard et décédée à Sydney le 31 mai 1933, est une directrice d'école et patriote française.

## Origine et jeunesse
Fille de pédagogues huguenots français, « Soubeiran » est un nom authentiquement cévenol. Augustine Soubeiran perd son père en 1867 puis sa mère, Anne Victoire en 1871, et est confiée à ses oncles, Alphonse (1831-1908) et Adolphe (1839-?), filateurs à Anduze. Ayant été à Paris pendant le siège de 1870, elle fréquente la pension Trolliet à Lausanne au milieu des années 1870.
À vingt ans, elle s'expatrie comme institutrice française en Angleterre.

## En Australie

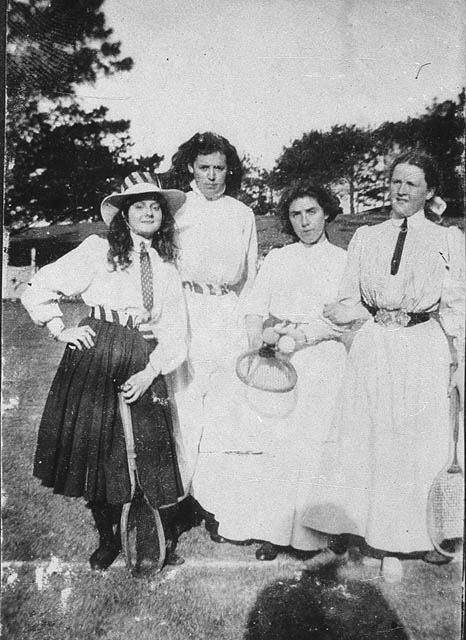
Élèves de l'école Kambala dans les années 1890

À vingt-cinq ans, Augustine Soubeiran émigre en Australie et y travaille comme gouvernante. En 1884, elle est invitée par Louisa Jane Gurney (1852-1937), sœur de T. T. Gurney et professeure de mathématiques à l'université de Sydney, pour l'aider dans l'enseignement privé.
Après un séjour en France en 1886, Augustine Soubeiran devient l'une des premières enseignantes de Fernbank, l'école que Miss Gurney a ouverte à Edgecliff.
En 1891, en tant que co-principales, elles déménagent l'école dans des locaux plus spacieux à Kambala, Bellevue Hill. L'école de Kambala devient rapidement l'une des principales écoles destinées aux filles de la classe aisée. Elle est principale de l'établissement de 1891 à 1914. 
Tout en se concentrant sur la politesse, le collège de Kambala ne tarde pas à acquérir une réputation d'excellence. Des familles de Nouvelle-Galles du Sud et du Queensland envoient leurs filles dans ce foyer franco-anglais marqué par l'austérité huguenote, où l'éducation morale égale l'instruction, où le moindre mensonge fait perdre des points et rétrograder dans le classement.
La connaissance qu'a Augustine Soubeiran des méthodes pédagogiques des écoles européennes vient compléter la formation plus académique et anglaise de Louisa Gurney. Elle enseigne le français à Kambala et aussi à Ascham, Darling Point.
En 1895, elle est l'une des fondatrices de l'Alliance Française de Sydney qui créé des prix de conversation française. Elle assurera la présidence de l'Alliance Française de Sydney en 1910.
Les anciennes élèves de Kambala se sont longtemps souvenu de "l'esprit extraordinairement bien informé de Mademoiselle, de son sens de la formule et de l'humour". Gouvernante de l'école, cuisinière accomplie, elle préside à la préparation des repas de l'internat, avec des plats salés français pour le dîner et de la salade française pour le déjeuner. Les relations entre les élèves et les professeurs sont souvent intimes : les filles plus âgées servent "Mademoiselle" et l'aident même à lacer ses corsets - "Il faut souffrir pour être belle", remarque-t-elle. Dans sa jeunesse, elle a été une femme élégante, aux cheveux bruns, aux yeux marron et au teint clair ; elle conserve toute sa vie sa "remarquable vivacité", son énonciation claire et son intérêt pour les filles, passées et présentes. En 1911, elle est nommée officier de l'Instruction Publique. En 1913, elle et Miss Gurney déplacent la Kambala School à Rose Bay où elles louent Tivoli ; l'année suivante, elles remettent les clefs de l'école à Clara et Mary Jane Roseby.

## Première Guerre mondiale et après-guerre

### La ligue franco-australienne de secours
Au début de la Première Guerre mondiale, Augustine Soubeiran lance la French-Australian League of Help et déclare à Louisa Gurney : « je suis Française ; je dois réaliser ici tout ce que j'ai, recueillir tout ce que je pourrai et l'apporter en France. » Louisa Gurney devient trésorière de cette Ligue franco-australienne dont Augustine Soubeiran est la secrétaire, contribuant ainsi à la création de l'une des plus grandes organisations patriotiques d'Australie.
À la fin de l'année 1917, elle part, sur ses propres frais, en France pour distribuer les ressources accumulées par la ligue. Basée à Paris, elle distribue de l'argent et met en place un dépôt de distribution de vêtements en provenance d'Australie. En 1918, elle revient avec la mission diplomatique du général Pau pour faire part aux Australiens des "remerciements sincères et déchirants de mon peuple".
Elle retourne en France en janvier 1919 et passe des mois à visiter les régions dévastées par la guerre, distribuant des fonds supplémentaires et aidant à la reconstruction. Vers novembre, elle est rejointe par Louisa Gurney.
Augustine Soubeiran prolonge les activités de la Ligue pendant trois ans afin de fournir un soutien continu aux veuves et aux orphelins de guerre et d'aider à la reconstruction de la France. Après avoir mis fin à ses activités en 1921, elle a écrit à la Bibliothèque d'État de Nouvelle-Galles du Sud (en), dite aussi Library Mitchell  pour lui offrir les archives de la Ligue afin d'assurer leur préservation en tant que "propriété légitime de la Nouvelle-Galles du Sud".

### Fin de vie

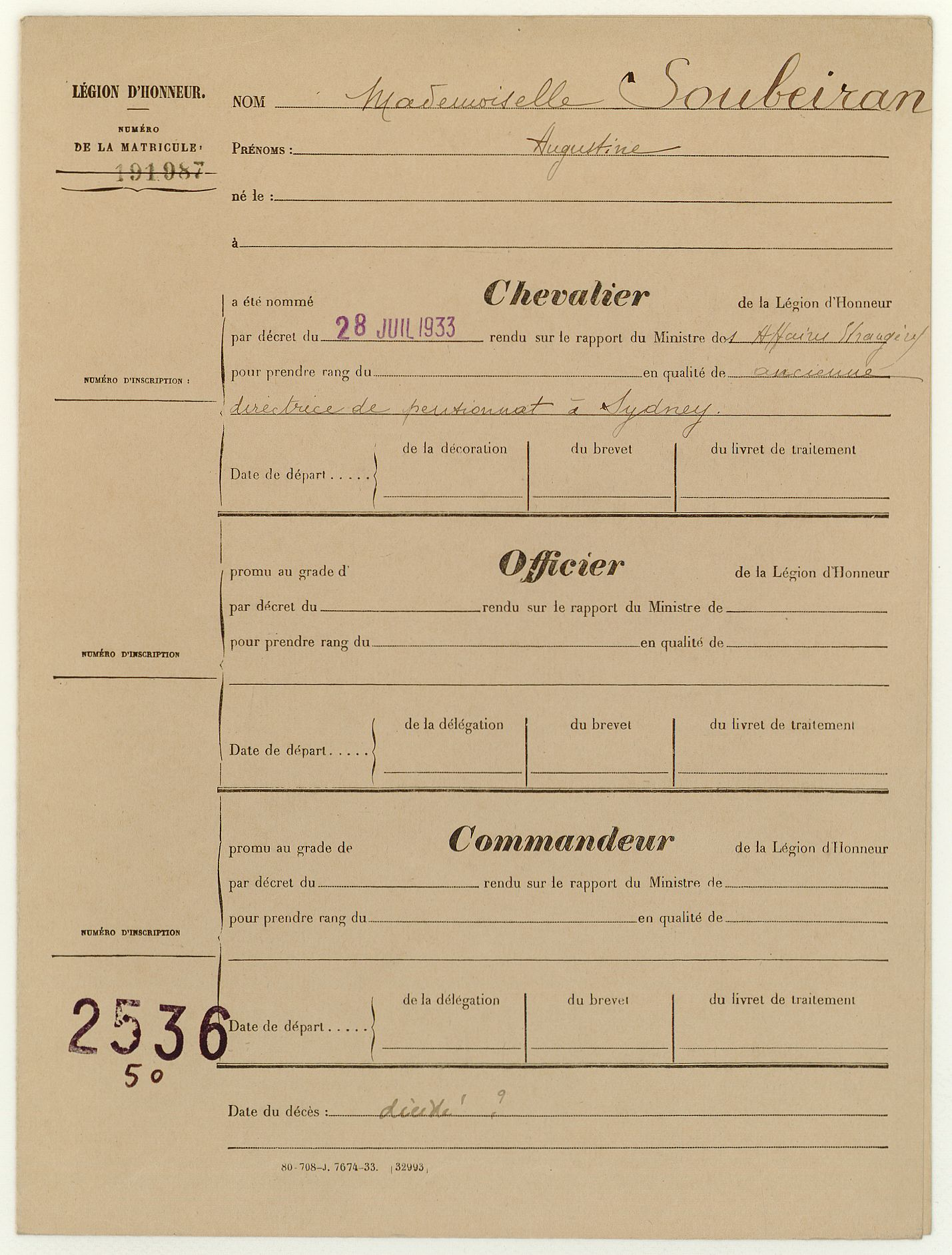
Dossier de Légion d'honneur d'Augustine Soubeiran

En décembre 1920, elles retournent vivre à Bowral en Nouvelle-Galles du Sud. Peu de temps avant sa fin, d'une clinique de la banlieue de Sydney, elle confie à l'autrice Guy Chantepleure, épouse du consul de France à Sydney, qui lui rend visite : « J'ai perdu mes parents quand j'étais toute jeune ; alors, tout ce que j'avais dans le cœur de tendresse, de dévouement filial, c'est à mon pays que je l'ai confié. »
Augustine Soubeiran décède le 31 mai 1933 à Darlinghurst (Sydney), et est incinérée. Décorée de la Légion d'honneur à titre posthume le 14 juillet 1933, elle avait légué quatre meubles particuliers à la Galerie d'art de Nouvelle-Galles du Sud. L'aquarelle de Lucy Norman représentant Augustine Soubeiran à Lausanne est conservée par la Kambala School.
En septembre 2022 la commune de Saint-Jean-du-Gard a donné le nom d'Augustine Soubeiran à sa plus grande place (anciennement place Carnot aussi appelée place d'armes).